# Lutz Lindemann
Lutz Lindemann (ur. 13 lipca 1949 w Halberstadt) – niemiecki piłkarz występujący na pozycji pomocnika, reprezentant NRD, trener piłkarski.

## Życiorys
Był juniorem BSG Aufbau-Empor Halberstadt oraz 1. FC Magdeburg. Seniorską karierę rozpoczynał w 1967 roku w BSG Lokomotive Halberstadt. Piłkarzem tego klubu był przez dwa lata, po czym przeszedł do BFC Dynamo, gdzie występował jednak tylko w rezerwach. W 1970 roku został zawodnikiem BSG Motor Nordhausen. W trakcie sezonu 1970/1971 przeszedł do FC Rot-Weiß Erfurt. W DDR-Oberlidze zadebiutował 22 maja 1971 roku w przegranym 0:1 meczu z Vorwärtsem Berlin. Po zakończeniu sezonu Rot-Weiß Erfurt spadł z DDR-Oberligi, powracając do niej rok później. W klubie z Erfurtu Lindemann występował do 1977 roku, po czym został piłkarzem FC Carl Zeiss Jena. 7 września 1977 roku zadebiutował w reprezentacji w wygranym 1:0 towarzyskim meczu ze Szkocją. W 1980 roku zdobył puchar kraju. W 1981 roku awansował do finału Pucharu Zdobywców Pucharów; Lindemann wystąpił w spotkaniu finałowym, przegranym przez Carl Zeiss z Dinamo Tbilisi 1:2. W 1982 roku zakończył karierę zawodniczą. Ogółem rozegrał 205 spotkań w DDR-Oberlidze, w których zdobył 42 gole.
Bezpośrednio po zakończeniu kariery piłkarskiej rozpoczął pracę jako trener BSG Motor Hermsdorf, którą wykonywał przez rok. W latach 1983–1989 trenował piłkarzy BSG Fortschritt Weida. W latach 90. trzykrotnie był trenerem FC Erzgebirge Aue (1992–1995, 1996–1998 i 1999), prowadząc klub w około 200 meczach. W latach 2004–2005 pracował jako trener Hallescher FC, a następnie, do stycznia 2007 roku, był kierownikiem sportowym drużyny. Od lutego do grudnia 2007 pełnił podobną funkcję w FC Carl Zeiss Jena, prowadził ponadto w tym okresie drużynę rezerw. We wrześniu 2009 roku został koordynatorem drużyny młodzieżowej Sportfreunde Siegen, a do 2013 roku był kierownikiem sportowym i członkiem zarządu klubu. W latach 2013–2014 był kierownikiem sportowym Viktorii Berlin, następnie identyczne stanowisko piastował w Carl Zeiss Jena. Od 4 kwietnia 2014 roku był prezydentem Carl Zeiss, a od 22 lipca 2015 roku – prezesem klubu. Obie funkcje pełnił do pierwszej połowy 2016 roku. W lipcu tego samego roku został dyrektorem sportowym FC Prishtina. We wrześniu objął stanowisko trenera tego klubu. 29 marca 2017 roku przestał pełnić tę rolę.

## Statystyki ligowe
Opracowano na podstawie materiału źródłowego
| Sezon         | Klub                 | Liga         | Mecze | Gole |
| ------------- | -------------------- | ------------ | ----- | ---- |
| 1969/1970     | BFC Dynamo Berlin II | DDR-Liga     | 8     | 0    |
| 1970/1971     | BSG Motor Nordhausen | DDR-Liga     | 21    | 9    |
| 1970/1971 (w) | FC Rot-Weiß Erfurt   | DDR-Oberliga | 7     | 2    |
| 1971/1972     | FC Rot-Weiß Erfurt   | DDR-Liga     | 19    | 14   |
| 1972/1973     | FC Rot-Weiß Erfurt   | DDR-Oberliga | 24    | 6    |
| 1973/1974     | FC Rot-Weiß Erfurt   | DDR-Oberliga | 11    | 3    |
| 1974/1975     | FC Rot-Weiß Erfurt   | DDR-Oberliga | 25    | 6    |
| 1975/1976     | FC Rot-Weiß Erfurt   | DDR-Oberliga | 23    | 5    |
| 1976/1977     | FC Rot-Weiß Erfurt   | DDR-Oberliga | 25    | 6    |
| 1977/1978     | FC Carl Zeiss Jena   | DDR-Oberliga | 23    | 4    |
| 1978/1979     | FC Carl Zeiss Jena   | DDR-Oberliga | 22    | 4    |
| 1979/1980     | FC Carl Zeiss Jena   | DDR-Oberliga | 21    | 2    |
| 1980/1981     | FC Carl Zeiss Jena   | DDR-Oberliga | 24    | 4    |
| 1981/1982     | FC Carl Zeiss Jena   | DDR-Oberliga | 0     | 0    |